# Hernán Hinostroza
Paulo Hernán Junior Hinostroza Vásquez (Lima, 21 dicembre 1993) è un calciatore peruviano, centrocampista del Santos de Nazca.